# Independência (Río Grande del Sur)

Mapa localizador que muestra la ciudad de Independência en Río Grande do Sul

Para otras divisiones administrativas con denominación similar, véase Independencia:ciudades y divisiones administrativas.
Independência es un municipio brasileño del estado de Rio Grande do Sul.
Se encuentra ubicado a una latitud de 27º50'00" Sur y una longitud de 54º11'18" Oeste, estando a una altitud de 372 metros sobre el nivel del mar. Su población estimada para el año 2004 era de 7.214 habitantes.
Ocupa una superficie de 353,12 km².
- Datos: Q2077905
- Multimedia: Independência (Rio Grande do Sul) / Q2077905